# George Washington Ryland
George Washington Ryland (* 19. Dezember 1827 bei Shelbysport, Allegany County, Maryland; † 4. Juli 1910 in Lancaster, Wisconsin) war ein US-amerikanischer Politiker. Zwischen 1887 und 1891 war er Vizegouverneur des Bundesstaates Wisconsin.

## Werdegang
George Ryland besuchte die öffentlichen Schulen seiner Heimat. Danach arbeitete er als Lehrer und als Farmarbeiter. Seit 1853 lebte er in Lancaster. Er war zunächst in einem Laden angestellt und wurde dann selbst im Handel tätig. Dabei war er Teilhaber und Inhaber einiger Firmen. Später stieg er in das Bankgewerbe ein. Im Jahr 1888 war er Mitgründer der State Bank of Grant County, deren Vizepräsident er wurde. Diese Position hatte er bis 1899 inne.
Politisch schloss sich Ryland der Republikanischen Partei an. 20 Jahre lang war er Bürgermeister von Lancaster; über 17 Jahre leitete er den Bezirksrat. Er war mehrfach Posthalter in Lancaster. Im Juni 1872 nahm er als Delegierter an der Republican National Convention in Philadelphia teil, auf der Präsident Ulysses S. Grant zur Wiederwahl nominiert wurde. Zwischen 1880 und 1883 saß er im Senat von Wisconsin. 1886 wurde Ryland an der Seite von Jeremiah McLain Rusk zum Vizegouverneur von Wisconsin gewählt. Dieses Amt bekleidete er nach einer Wiederwahl zwischen 1887 und 1891. Dabei war er Stellvertreter des Gouverneurs und Vorsitzender des Staatssenats. Seit 1889 diente er unter dem neuen Gouverneur William D. Hoard.
Nach dem Ende seiner Zeit als Vizegouverneur setzte er seine Tätigkeit als Vizepräsident der State Bank of Grant County bis 1899 fort. Dann zog er sich in den Ruhestand zurück. George Ryland starb am 4. Juli 1910 in Lancaster.